# Уэндел, Бен
Бен Уэндел (англ. Ben Wendel, род. 20 февраля 1976, Ванкувер, Британская Колумбия, Канада) — канадско-американский джазовый саксофонист, композитор, фаготист и пианист. Один из основателей группы Kneebody, номинированной на Грэмми. Выступал в качестве лидера и сайдмена с такими артистами, как Snoop Dogg, Игнасио Берроа, Daedelus, Тейлор Эйсти и Тигран Амасян.

## Биография
Бен Уэндел родился в Ванкувере и вырос в Лос-Анджелесе. В настоящее время живет в Бруклине (Нью-Йорк) и работает в качестве исполнителя, композитора, продюсера. Ключевые выступление происходили во время региональных и международных туров с такими артистами, как Игнасио Берроа, Тигран Амасян, Антонио Санчес, Джеральд Клейтон, Эрик Харланд, Тейлор Эйсти, Snoop Dogg и артистом, ранее известным как Принс. Бен является одним из основателей группы Kneebody, которая в настоящее время подписана на Motema Records и Brainfeeder Music.
Как композитор, получил премию ASCAP Jazz Composer Award в 2008 году, а также в 2011 году был награжден грантом New Works Grant организации Chamber Music America. Был награжден премией Виктора Линч-Стаунтона Канадским советом по делам искусств. Также является соавтором саундтрека к фильму Джона Красинскиса Короткие интервью с подонками, адаптацией Дэвида Фостера Уоллеса.
Бен Вендел работал с дирижером Кентом Нагано над созданием серии концертов для Festspiel Plus в Мюнхене, Германия. С 2008 по 2015 годы поставил многожанровый спектакль на The Broad Stage в Санта-Монике, Калифорния. За этот период он был назначен главой по инициативе джаза и блюза, обязанности которого включали подготовку мероприятий и расширение представления возможностей для этих жанров в Лос-Анджелесе. В рамках одной из встреч, Бен помог основать художественный совет, в который вошли такие знаменитости, как Куинси Джонс, Херб Альперт и Лучана Соуза. Бен работал над альбомом Life Forum пианиста Джеральда Клейтона, который был записан на Concord Records и был номинирован на премию Грэмми.
Бен является артистом Sunnyside Records, Motema Music, Concord Records и Brainfeeder, где были записаны три альбома под его руководством: Simple Song (2009), Frame (2012) и What We Bring (2016), также проект дуэта с французско-американским пианистом Дэном Тепфером Small Constructions (2013) и несколько альбомов коллектива Kneebody. В 2015 году был выпущен видео-проект Времена года (англ. The Seasons), вдохновленный произведениями Чайковского из цикла с одноименным названием, куда были приглашены Джошуа Редман, Джефф Баллард, Марк Тернер, Джулиан Лаж и многие другие.
Бен — бывший ассистент профессора джазовых исследований в Университете Южной Калифорнии и нынешний ассистент в Новой школе в Нью-Йорке. Образовательная деятельность является постоянной в его карьере. Бен дал более 250 мастер-классов в различных колледжах, университетах, средних школах, также проводил образовательную программу LA Philharmonic Artist Program.

## Дискография

### Сольные работы
- 2009: Simple Song (Sunnyside)
- 2012: Frame (Sunnyside)
- 2016: What We Bring (Motema Music)
- 2018: The Seasons (Motema Music)

Коллектив ACT (Бен Вендел, Хариш Рагхаван и Нейт Вуд)
- ACT (2009)
- ACT II (2015)

Коллектив Kneebody
- Wendel (2002)
- Kneebody (2005)
- Low Electrical Worker (2007)
- Kneebody Live: Volume One' (2007)
- Twelve Songs By Charles Ives (2009) (With Theo Bleckmann)
- Kneebody Live: Volume Two: Live in Italy (2009)
- You Can Have Your Moment (2010)
- Kneebody Live: Volume Three: Live in Paris (2011)
- The Line (2013)
- Kneedelus (2015) (при участии Daedelus)
- Anti-Hero (2017)

Совместно с Дэном Тепфером
- Small Constructions (2013)

### В качестве сайдмена
При участии Джеральда Клейтона
- Tributary Tales (2017)

 При участии Линды Мэй Хан О
- Sun Pictures (2013)
- Walk Against Wind (2017)

При участии Мэтта Брюэра
- Unspoken (2016)

При участии Дэвида Кука
- Scenic Design (2015)

При участии Guilheim Flousat
- Portraits (2015)

При участии Фила Донкина
- The Gate (2015)

При участии Романа Пилона
- The Magic Eye (2015)

При участии Филипа Дизака
- Single Soul (2013)

При участии Moonchild
- Be Free (2012)

При участии Тодда Сикафуза
- Blood Orange (2005)
- Tiny Resistors (2008)

При участии Тиграна Амасяна

- World Passion (2006)
- Arrata Rebirth (2009)
- Shadow Theater (2013)

При участии Тейлора Эйсти
- Lucky To Be Me (2006)
- Let It Come To You (2008)

При участии Отмаро Руйз
- Sojourn (2008)

При участии Тони Скотта
- A Jazz Life (2007)

При участии Daedelus
- Spacesettings (2002)
- Meanwhile… (2003)
- Live Airplane Food (2003)
- Invention (2003)
- Tigerbeats 6 Inc. (2003)
- Adventure Time (2003)

При участии Dakah Hip-Hop Orchestra
- Live at the North Beach Jazz Festival (2002)
- Unfinished Symphony (2004)
- Dakah Live @ Grand Performances (2004)

При участии Адама Рудольфа
- Go: Organic Orchestra: 1 (2002)
- Go: Organic Orchestra: Web Of Light (2002)

При участии Good Charlotte
- Good Morning Revival (2007)

При участии Марко Антонио Солиса
- Trozos de Mi Alma (2002)

При участии Майкла Уиттакера
- Modern World (2006)

При участии Atlantiquity
- Kleeer (2005)

При участии Джейсона Мраза
- Waiting for My Rocket to Come (2002)

При участии Остина Пералта
- Endless Planets (2011)